# Lizzatura

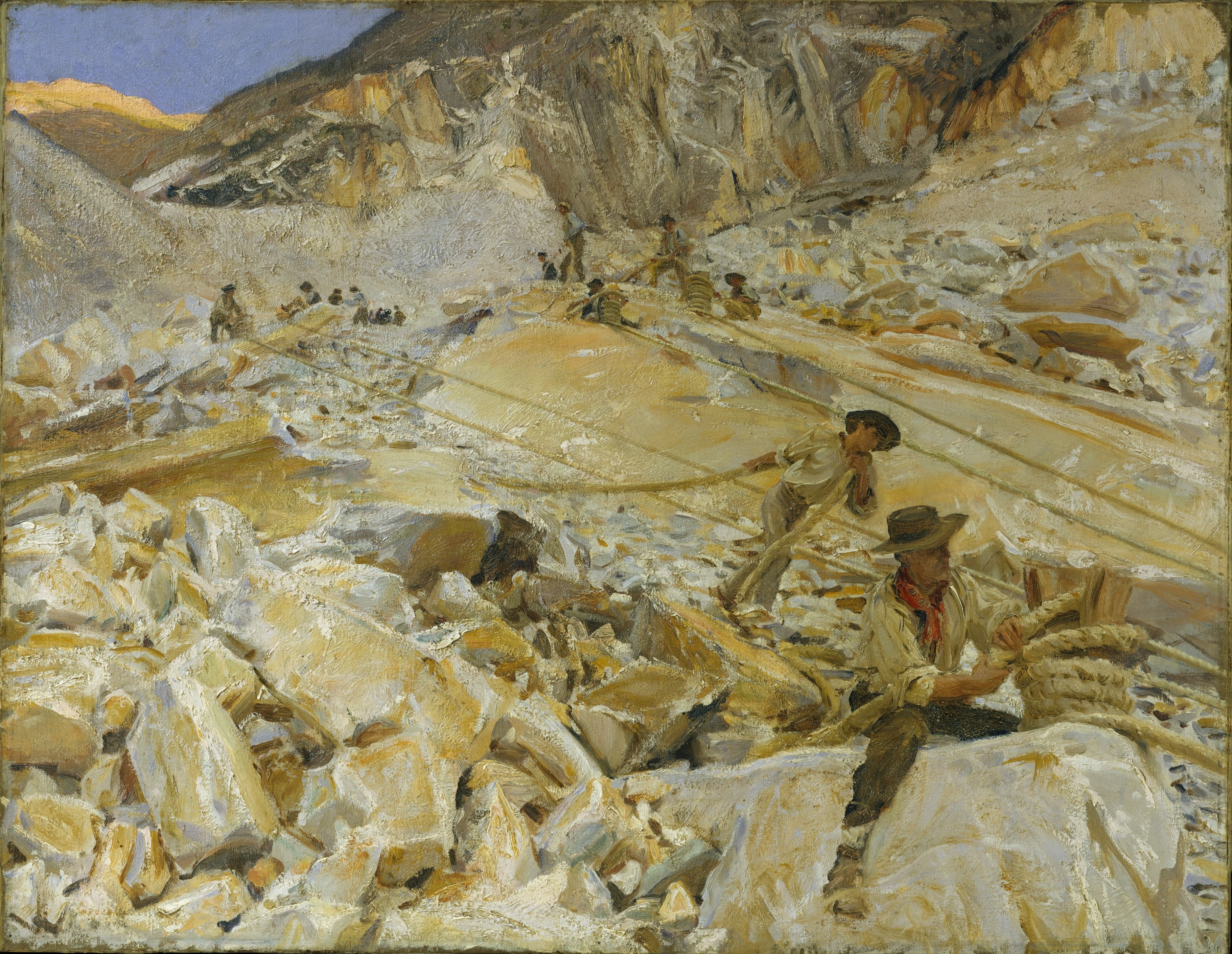
Transport des blocs de marbre, tableau de John Singer Sargent (1911).

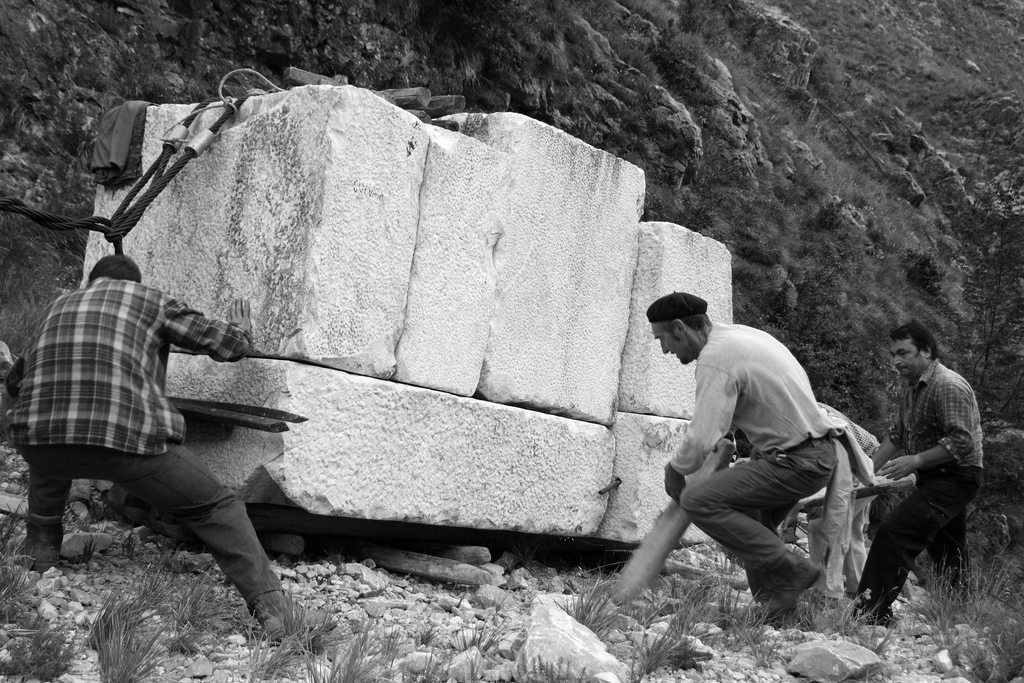
Reconstitution historique d'une scène de lizzatura

La lizzatura est un terme italien qui désigne une méthode millénaire pour transporter des blocs de marbre de Carrare de plusieurs tonnes depuis les carrières des Alpes apuanes jusque dans les vallées.
Arrivés dans la plaine, les blocs de marbre étaient tirés ensuite vers la plage par plusieurs couples de bœufs, puis chargés sur des navires.

## Histoire
Utilisée jusqu'au milieu du XXe siècle, la technique permettait de descendre des blocs de marbre le long de chemins empierrés à la pente très abrupte, appelés vie di lizza. Fixés solidement, les blocs de marbre  étaient stabilisés sur deux poutres en bois, un peu comme sur un traîneau, puis la cargaison de marbre glissait sur des planches ou des troncs savonnés préalablement, et disposés au fur et à mesure devant les blocs. Lors de la glissade, le chargement était assuré  par des cordes en chanvre attachés à des pieux courts et robustes, nommés piri, jalonnant des deux côtés de la voie. À la suite de nombreux accidents, à l'époque moderne les cordages ont été remplacés par des câbles en acier.
Dans les années 1920, sur le parcours de la lizza di Piastreta, il fut aménagé aussi un système de monorail. Aujourd'hui, la lizzatura n'est plus employée : la construction d'un réseau routier permet l'accessibilité jusqu'aux carrières par des moyens de transport moderne comme les camions.

## Commémoration
Depuis 1998, le premier dimanche de chaque mois d'août, le long du versant sud du mont Tambura (it), une reconstitution historique in situ d'une lizzatura rend hommage à des générations d'ouvriers qui durant des siècles ont dédié leur vie à l'extraction d'une des pierres ornementales les plus fameuses du monde.

## Sources
- (it) Cet article est partiellement ou en totalité issu de l’article de Wikipédia en italien intitulé « Lizzatura » (voir la liste des auteurs).
- (it) Site d'Informazione Sostenenibili sur l'évocation de cette technique.